# Pseudepipona zavattariana
Pseudepipona zavattariana är en stekelart som först beskrevs av Giordani Soika.  Pseudepipona zavattariana ingår i släktet Pseudepipona och familjen Eumenidae. Inga underarter finns listade i Catalogue of Life.